# 陸舜
陸舜（？—？），字元升，號吳州，直隸泰州人，明末清初政治人物，進士出身。
明末諸生。崇禎十四年（1641年）與張幼學、張一僑等交游，創立曲江社。清順治七年（1650年）拔貢。康熙三年（1664年）豋甲辰科進士，授刑部主事，升遷為郎中。康熙十二年（1673年）官至浙江提學道。康熙十七年（1678年）舉博學鴻儒科，以病辭。家居二十年，為鄉里所敬重。著有《雙虹堂詩文集》、《吳州文集》、《石門諸山記》、傳奇《一帆記》、《雙鳶記》等。